# Jordi Sans (water-polo)
Pour les articles homonymes, voir Jordi Sans.
Jordi Sans Juan dit Chiqui (né le 3 août 1965 à Barcelone) est un joueur de water-polo espagnol.
Il remporte la médaille d'argent lors des Jeux olympiques de 1992 dans sa ville natale et celle d'or lors des Jeux de 1996 à Atlanta.